# Joseph Cabassol
Joseph Cabassol (Aix-en-Provence, 21 janvier 1859 - id., 25 mai 1928) est un avocat aixois qui fut notamment maire d'Aix-en-Provence.

## Biographie
Il naît le 21 janvier 1859 dans une famille aixoise connue, et ira jusqu'au doctorat, après avoir pris pour sujet de thèse : De la possession des meubles. En 1880, il s'inscrit au barreau d'Aix.
Conseiller général du canton sud d'Aix à partir de 1898, il devient vice-président de la commission des hospices d'Aix. Il collabore à la Gazette du palais et au Répertoire encyclopédique.
De 1902 à 1908 il est maire d'Aix-en-Provence, puis président du Conseil Général du département des Bouches-du-Rhône.
Il devient par la suite Président de la Cour d'Appel d'Aix-en-Provence, puis Secrétaire Perpétuel de l'Académie des Sciences et Belles Lettres d'Aix.
Il inaugure notamment les locaux du Muséum d'histoire naturelle d'Aix-en-Provence sur le boulevard du Roi-René le 9 avril 1905.

## La rue Joseph-Cabassol à Aix-en-Provence
Une rue dans le quartier Mazarin d'Aix-en-Provence, perpendiculaire au cours Mirabeau, porte son nom.